# Saint-Mesmin, Aube

Saint-Mesmin este o comună în departamentul Aube din nord-estul Franței. În 1 ianuarie 2022 avea o populație de 907 de locuitori.